# Lester B. Pearson
 (octobre 2019).
Si vous disposez d'ouvrages ou d'articles de référence ou si vous connaissez des sites web de qualité traitant du thème abordé ici, merci de compléter l'article en donnant les références utiles à sa vérifiabilité et en les liant à la section « Notes et références ».
Pour les articles homonymes, voir Pearson.
Lester Bowles Pearson, dit Mike Pearson, né le 23 avril 1897 à Newtonbrook (en) (Ontario) et mort le 27 décembre 1972 à Ottawa, est un diplomate et homme d'État canadien. Lauréat du prix Nobel de la paix en 1957, il est premier ministre du Canada du 22 avril 1963 au 20 avril 1968, dirigeant deux gouvernements minoritaires successifs suivant les élections de 1963 et 1965.
Les cabinets de Pearson instaurent l'accès universel aux soins de santé, les prêts aux étudiants, le bilinguisme officiel, le régime universel de pensions et le drapeau du Canada. Combiné à son travail innovateur à l'Organisation des Nations unies et en diplomatie, Pearson peut être considéré comme l'un des Canadiens les plus influents du XXe siècle.

## Biographie

### Enfance et formation
Fils d'un prédicateur méthodiste, Lester Pearson naît à Newtonbrook (en), une ancienne municipalité, qui sera rattaché à North York et constitue aujourd'hui un quartier de Toronto. Il est admis à l'Université Victoria à l'Université de Toronto en 1914, où il vit à la résidence Gate House et partage une chambre avec son frère Duke. À l'université, il devient un athlète notable, se démarquant au hockey et au rugby. Trop jeune pour s'engager dans l'armée quand la Première Guerre mondiale qui débute en 1914, il se porte volontaire pour le corps médical, où il est en service pendant deux ans dans des endroits comme l'Égypte et la Grèce. En 1916 il est transféré au Royal Flying Corps, l'Aviation royale canadienne n'existant pas encore, où il est en service jusqu'à ce qu'il soit renvoyé chez lui à la suite d'un accident d'autobus en 1917. Il reçoit le surnom de « Mike » en tant que pilote, de la part d'un instructeur de vol qui le rebaptise ainsi parce qu'il considérait le prénom de Lester comme trop faible pour un pilote.
Après la guerre, il retourna à l'école, décrochant un baccalauréat de l'Université de Toronto en 1919. À l'université, Pearson devint membre de la fraternité Delta Upsilon. Après avoir reçu une bourse d'études, il étudia au St John's College de l'université d'Oxford, recevant un baccalauréat en histoire moderne en 1923 et une maîtrise en 1925. En 1925, il épousa Maryon Moody (1901-1989), avec qui il eut une fille, Patricia, et un fils, Geoffrey.

### Diplomate et début de carrière politique

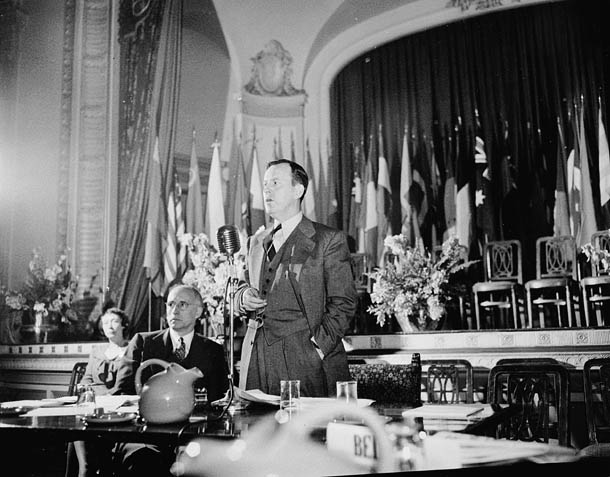
Pearson préside une séance plénière de la conférence de fondation de l'Organisation des Nations unies pour l'alimentation et l'agriculture en 1945.

Après Oxford, Pearson revint au Canada et enseigna l'histoire à l'Université de Toronto. Il s'embarqua ensuite dans une carrière au département des affaires extérieures. Il mena une carrière distinguée comme diplomate, jouant un rôle important dans la fondation de l'ONU et de l'OTAN. Pendant la Seconde Guerre mondiale, il fut une fois messager, avec comme nom de code « Mike ». Il fut nommé secrétaire d'État pour les Affaires extérieures au sein du gouvernement libéral du premier ministre Louis St-Laurent en 1948. Pearson fut élu à la Chambre des communes du Canada, dans la circonscription fédérale d'Algoma East, peu de temps après. Le 12 octobre 1957, le prix Nobel de la paix lui fut décerné en reconnaissance de son rôle diplomatique dans le règlement de la crise du canal de Suez (1956). Le comité de sélection déclara que Pearson avait « sauvé le monde ». La Force de maintien de la paix des Nations unies était une création de Pearson, et il est considéré comme le père du concept moderne du maintien de la paix. Son pacifisme lui valut d'être nommé au poste du président de la 7e session de l'Assemblée générale des Nations unies.

### Direction du Parti libéral
Pearson est élu chef du Parti libéral du Canada en 1958, mais le parti est mis en déroute lors des élections fédérales la même année. À l'élection de 1962, il réussit toutefois à réduire le Parti progressiste-conservateur de John Diefenbaker à un gouvernement minoritaire.

### Premier ministre du Canada

Le drapeau favorisé par Pearson en 1964, qui ne fut finalement pas adopté (voir le débat sur le drapeau canadien.

Pearson mena ses troupes libérales à la formation d'un gouvernement minoritaire à l'élection fédérale canadienne de 1963, et devint premier ministre. Il avait fait campagne pendant l'élection sur une promesse de « 60 jours de décision » et sur l'appui au programme de missiles Bomarc.
Pearson n'obtint jamais de majorité à la Chambre des communes du Canada, mais il fit adopter plusieurs programmes sociaux importants (incluant l'universalité des soins de santé, le régime de pensions du Canada et le programme canadien de prêts aux étudiants) ainsi que le nouveau drapeau du Canada. Le gouvernement de Pearson institua une grande partie du système d'État-providence moderne au Canada, dû en partie à l'appui du Nouveau Parti démocratique, mené par Tommy Douglas, accordé à son gouvernement minoritaire aux Communes. Il instaura la semaine de travail de 40 heures, 2 semaines de vacances et un nouveau salaire minimum.
Ces politiques n'empêchèrent pas l'économie d'être vigoureuse. Pearson signa l'Accord canado-américain sur les produits de l’industrie automobile (le Pacte de l'auto) en janvier 1965, et le taux de chômage atteignit ses niveaux les plus bas depuis plus d'une décennie[réf. nécessaire].
Durant son mandat, Pearson résista aux pressions américaines pour que le Canada participe à la guerre du Vietnam. En visite aux États-Unis, Pearson prononça un discours à l'université Temple, à Philadelphie, le 2 avril 1965 pour prôner un règlement de la guerre du Viêt Nam par voie de négociations. Lorsqu'il rendit visite au président Lyndon Johnson quelques heures plus tard, Johnson admonesta fortement Pearson. Selon la légende au Canada, Johnson aurait attrapé Pearson par le revers de son veston, le secouant et lui criant « Dammit, Les, you pissed on my rug! » (« Maudit, Les, tu viens de pisser sur mon tapis ! »). Pearson raconta plus tard que bien que la réunion fut acrimonieuse, les deux hommes se quittèrent sur un ton cordial. Après cet incident, le président Johnson et Pearson se rencontrèrent à deux reprises au Canada.
Pearson lança également plusieurs commissions d'enquête, dont une sur le statut de la femme et une autre sur le bilinguisme et le biculturalisme. Elles instituèrent des changements qui aidèrent à créer l'égalité pour les femmes, et créèrent le bilinguisme officiel. Après Pearson, le français acquit pleinement le statut de langue officielle, et le gouvernement canadien fournirait ses services en anglais et en français. Pearson lui-même espérait être le dernier premier ministre unilingue au Canada {selon Graham Fraser, commissaire fédéral aux langues officielles, dans Sorry, I don't speak French, Boréal, 2007}, et en effet, une connaissance à la fois de l'anglais et du français allait devenir un critère non officiel pour les candidats au poste de premier ministre après lui.
Pearson institua ce qui est peut-être le premier système d'immigration au monde qui fut sans aucune considération de race, mettant au rancart les anciens systèmes qui faisaient de la discrimination contre certains peuples, comme les Juifs et les Chinois. Son système, fondé sur un système de points, encouragea la venue d'immigrants au Canada, et un système similaire est toujours en place.
Pearson présida aux fêtes du centenaire du Canada en 1967 avant de prendre sa retraite.
En 1967, le président de la République française, Charles de Gaulle, se rendit en visite au Québec. De Gaulle livra le discours dans lequel il cria « Vive le Québec libre ! » pendant sa visite. Étant donné les efforts de Canadiens pour libérer la France dans les deux guerres mondiales, Pearson était furieux. Il répliqua sèchement à de Gaulle dans un discours livré le lendemain en déclarant que « les Canadiens n'ont pas besoin d'être libérés » et en faisant savoir très clairement que de Gaulle n'était plus le bienvenu au Canada. Le président français écourta sa visite et retourna en France et ne mit plus jamais les pieds au Canada.

### Retraite
Pearson annonça le 14 décembre 1967 qu'il se retirait de la politique, et une course à la direction du Parti libéral fut organisée. Pearson annonça que le nouveau chef choisi par le parti était Pierre Elliott Trudeau, un homme que Pearson avait recruté et nommé ministre de la Justice au sein de son cabinet. Il allait plus tard devenir premier ministre, ainsi que deux autres ministres recrutés par Pearson, John Turner et Jean Chrétien.
Pearson fut professeur de relations internationales à l'université Carleton à Ottawa, ainsi que chancelier de l'école. En 1968, il fut fait compagnon de l'Ordre du Canada. En 1971, il reçut l'Ordre du Mérite par la reine Élisabeth II.

### Mort
Pearson meurt du cancer à Ottawa, le 27 décembre 1972, et est enterré au cimetière Maclaren (en) à Wakefield, au Québec.

## Prix et distinctions

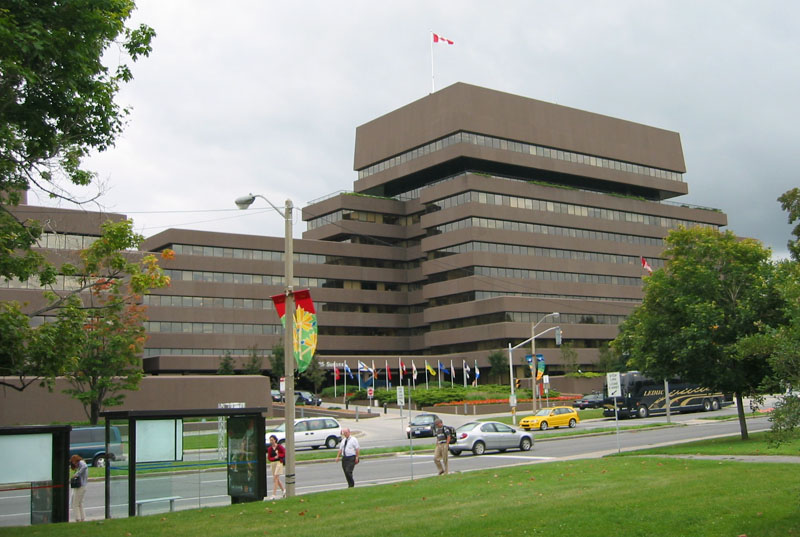
L'édifice Lester B. Pearson au 125, promenade Sussex, à Ottawa.

En plus du prix Nobel de la paix, Pearson reçut plusieurs reconnaissances nationales et internationales.
En 1963 Pearson devint membre du Conseil privé du Royaume-Uni.
En 1984, son successeur Pierre Trudeau rebaptisa l'aéroport le plus achalandé du Canada, celui de Toronto, en l'honneur de Pearson. L'aéroport s'appelle maintenant aéroport international Pearson de Toronto.
Pearson donna aussi son nom au Lester B. Pearson College à Victoria (Colombie-Britannique), un des collèges United World (voir United World Colleges), ainsi qu'à la Commission scolaire Lester B. Pearson à Montréal. Lester Pearson International, une unité administrative de l'université Dalhousie, porte aussi son nom en honneur de son travail à l'échelle international.
L'association des joueurs de la Ligue nationale de hockey décerne un trophée en son honneur, le trophée Lester-B.-Pearson, au meilleur joueur de la ligue selon ses pairs. En 2010, le trophée change de nom pour devenir le trophée Ted-Lindsay. Le sport favori de Pearson était le baseball et il fut nommé président des Expos de Montréal en 1969. La coupe Pearson, nommée en son honneur, fut accordée au gagnant d'un concours annuel entre les Blue Jays de Toronto et les anciens Expos de Montréal (maintenant les Nationals de Washington).
En 2003, un sondage parmi plusieurs personnalités académiques, journalistiques et gouvernementales éminentes choisit Pearson comme le meilleur premier ministre canadien des 50 dernières années. En 2004, il se plaça sixième à l'émission de la CBC The Greatest Canadian (Le plus grand Canadien).
L'édifice Lester B. Pearson abrite l'état-major des Affaires étrangères du Canada, un hommage à son mandat de ministre des Affaires étrangères.
La médaille Pearson de la Paix est un honneur décerné annuellement par l'Association canadienne pour les Nations unies en reconnaissance des « contributions au service international » d'un individu canadien.
Fondé en 1994, le Centre Pearson pour le maintien de la paix est un organisme indépendant et à but non lucratif dont le mandat est d’appuyer la participation du Canada à la paix et à la sécurité internationale en offrant un programme d’enseignement, de formation et de recherche sur tous les aspects des opérations de paix.

## Diplômes honorifiques
Lester B. Pearson reçut plusieurs diplômes honorifiques de 48 universités différentes, incluant entre autres :
- Université de Toronto en 1945
- Université de Rochester en 1947
- Université McMaster en 1948
- Bates College en 1951
- Université de Princeton en 1951
- Université de la Colombie-Britannique en 1958
- Université Waterloo Lutheran, plus tard rebaptisée Université Wilfrid-Laurier, en 1964
- Université Memorial de Terre-Neuve en 1964
- Université Johns-Hopkins en 1964
- Université Laurentienne en 1964
- Université de Regina en 1965
- Université McGill en 1965
- Université Dalhousie en 1967
- Université de Californie à Santa Barbara en 1967
- Université Harvard
- Université Columbia
- Université de Notre-Dame
- Université de Western Ontario
- Université d'Oxford

## Archives
Il y a un fonds d'archives Lester B. Pearson à Bibliothèque et Archives Canada.